# سایمون(رایانه)
سایمون یک رایانهٔ الکترومکانیکی بسیار ساده بود که در سال ۱۹۵۰ توسط ادموند برکلی طراحی شد. هدف از ساخت این دستگاه، آموزش مفاهیم پایه‌ای رایانش دیجیتال بود. سایمون تنها می‌توانست اعداد دودویی ۲ بیتی (از ۰ تا ۳) را پردازش کند و دارای ۳۲ بیت حافظه (۱۶ ثبات ۲ بیتی) بود.
مدلی کاربردی از این رایانه توسط دو دانشجوی تحصیلات تکمیلی در دانشگاه کلمبیا با هزینه‌ای کمتر از ۳۰۰ دلار آمریکا ساخته شد. به دلیل سادگی بسیار زیاد و توان عملیاتی محدود، سایمون بیش‌تر یک ابزار آموزشی بود تا یک رایانهٔ کاربردی. برخی آن را «اولین رایانهٔ شخصی» خوانده‌اند، هرچند این توصیف به دلیل محدودیت‌های شدید آن محل تردید است.

## تاریخچه
ایدهٔ سایمون از کتاب برکلی با عنوان مغزهای غول‌پیکر، یا ماشین‌هایی که فکر می‌کنند (۱۹۴۹) نشأت گرفت. در این کتاب، نویسنده به طراحی ماشینی بسیار ساده اشاره کرد که می‌توان آن را با ابزار ابتدایی ساخت و از آن برای آموزش اصول رایانه‌ها استفاده کرد.
در نوامبر ۱۹۵۰، برکلی مقاله‌ای با عنوان «سایمون ساده» در مجلهٔ Scientific American منتشر کرد که به معرفی مفاهیم محاسبهٔ دیجیتال برای عموم می‌پرداخت. او در این مقاله سایمون را دارای دو ویژگی کلیدی می‌دانست: توانایی انتقال خودکار داده میان ثبات‌ها و اجرای عملیات منطقی با طول دلخواه.
برکلی پیش‌بینی می‌کرد که در آینده، رایانه‌های کوچکی در خانه‌ها مورد استفاده قرار گیرند تا کارهایی مانند نگهداری اطلاعات، انجام محاسبات مالیاتی و کمک به دانش‌آموزان را انجام دهند.

## مشخصات فنی
سایمون بر پایهٔ رله طراحی شده بود. ورودی آن از طریق نوار پانچ‌شده کاغذی با پنج ردیف یا با استفاده از پنج کلید روی پنل جلویی انجام می‌شد. خروجی آن نیز با پنج لامپ نمایش داده می‌شد.
این رایانه فقط قادر به اجرای چهار نوع دستورالعمل بود: جمع، نقیض، مقایسه (بزرگ‌تر بودن)، و انتخاب. نوار کاغذی علاوه بر ورودی، نقش حافظهٔ ذخیره‌سازی را نیز ایفا می‌کرد و دستورالعمل‌ها به ترتیب از روی آن اجرا می‌شدند.